# Río Cotagaita
Der Río Cotagaita ist ein Fluss im Departamento Potosí im Anden-Hochgebirge des südlichen Bolivien.
Der Fluss hat eine Gesamtlänge von 86 Kilometern und durchfließt die beiden Kantone Río Blanco und Cotagaita im Municipio Cotagaita in der Provinz Nor Chichas in nordwest-südöstlicher Richtung. Der Río Cotagaita trägt im Oberlauf den Namen Río Blanco und trägt seinen Namen dann flussabwärts ab der Mündung des Río Phusuta in den Río Blanco.
Ab der Mündung des Río Caiti in den Río Cotagaita bei Kilometer 31 wird der Fluss bis zu seiner Mündung in den Río Tumusla rechtsseitig durch eine unbefestigte Landstraße begleitet. Einzige nennenswerte Ansiedlung am Flusslauf des Río Cotagaita ist die Ortschaft Cotagaita am linken Ufer des Flusses; hier befindet sich auch eine der beiden Straßenbrücken über den Fluss, die zweite überquert den Río Cotagaita unmittelbar vor seiner Mündung.